# Maria Kuncewiczowa
Maria Kuncewiczowa (ur. 18 października?/30 października 1895 w Samarze, zm. 15 lipca 1989 w Kazimierzu Dolnym) – polska pisarka, tłumaczka, wykładowca na University of Chicago, wiceprezes PEN-Clubu w latach 1940–1946.

## Życiorys
Urodziła się w rodzinie Józefa Szczepańskiego, dyrektora Gimnazjum Polskiego w Płocku, i Adeliny z Dziubińskich, z wykształcenia skrzypaczki. Jej starszym bratem był dyplomata Aleksander Szczepański. Od 1906 roku Maria uczyła się przez 6 lat na pensji pani Aspis. W latach 1912–1913 uczęszczała na kursy przygotowawcze u Leonii Rudzkiej w Warszawie, a w 1913 roku uzyskała dyplom nauczycielki domowej. W 1913 roku wyjechała wraz z matką do Francji, gdzie na uniwersytecie w Nancy ukończyła w 1914 roku kurs języka i literatury francuskiej dla cudzoziemców. Po powrocie do Włocławka za radą ojca założyła zakonspirowane kółka oświatowe. Ukończyła filologię polską na Uniwersytecie Jagiellońskim w Krakowie. W 1917 roku przeprowadziła się do Warszawy, gdzie na Uniwersytecie Warszawskim kontynuowała studia i została tłumaczką w Ministerstwie Spraw Zagranicznych. Publikowała m.in. na łamach tygodników Bluszcz, Kobieta Współczesna, Wiadomości Literackie. Pod pseudonimem M. Dołęga-Szczepańska debiutowała w 1918 roku opowiadaniem Bursztyny zamieszczonym w piśmie Pro Arte et Studio nr 13. Pierwszą książkę opublikowała w 1926 roku – był to popularny szkic historyczny dla młodzieży poświęcony cesarzowej Cixi Tseu-Hi, władczyni bokserów. W 1919 roku pracowała jako tłumaczka w wydziale prasowym Ministerstwa Spraw Zagranicznych. Była na Konferencji Pokojowej w Paryżu. W 1921 roku wzięła ślub z Jerzym Kuncewiczem, a rok później urodziła syna Witolda, którego narodziny zainspirowały ją do napisania książki Przymierze z dzieckiem, wydanej w 1927 roku i przedstawiającej nowe, przekorne spojrzenie na macierzyństwo i kobietę. W następnych latach pisała powieści, opowiadania i felietony. W 1924 dołączyła do PEN-Clubu, w którego kongresach uczestniczyła w Pradze i Paryżu.
W latach 1927–1939 mieszkała wraz z rodziną w Kazimierzu Dolnym. W tym czasie, w 1931 roku, zmarła jej matka (będąca inspiracją postaci Róży Żabczyńskiej z powieści Cudzoziemka), co bardzo mocno wstrząsnęło Kuncewiczową. Niedługo po tym, w maju tego roku, zachorował i zmarł ojciec Marii, a sześć lat później – jej brat. W 1933 roku wydany został zbiór opowiadań Dwa księżyce, których akcja rozgrywa się w bliskim dla Marii Kazimierzu Dolnym.
Po wybuchu wojny w 1939 roku wraz z mężem opuściła Polskę, co stanowiło początek jej długiej emigracji. Mieszkali we Francji do 1940 roku, po czym przedostali się do Anglii, gdzie zaczęła pracować jako zastępcza prezes w nowo utworzonym oddziale PEN-Clubu. W roku 1955 wyjechała do USA, gdzie wykładała literaturę polską na University of Chicago. W 1956 roku współpracowała z Radiem Wolna Europa.
Od roku 1962 znów zamieszkała w Kazimierzu nad Wisłą, zaś w latach 1970–1984 miesiące zimowe spędzała we Włoszech.
Maria Kuncewiczowa zmarła w Kazimierzu Dolnym i została pochowana na tamtejszym Cmentarzu parafialnym św. Jana.
Jest laureatką licznych nagród. W 1966 roku przyznano jej nagrodę literacką im. Włodzimierza Pietrzaka, w 1974 Nagrodę Państwową I stopnia. W maju 1989 Uniwersytet Marii Curie-Skłodowskiej w Lublinie przyznał jej tytuł doktora honoris causa.
Jej najbardziej znane dzieło to powieść Cudzoziemka, uważana za jedną z najwybitniejszych powieści psychologicznych dwudziestolecia międzywojennego. Kuncewiczowa opracowała też anglojęzyczny przewodnik po literaturze polskiej The Modern Polish Prose (1945) oraz antologię polskiej literatury współczesnej w języku angielskim The Modern Polish Mind (1962). Dom w Kazimierzu Dolnym, który zamieszkiwała Maria Kuncewiczowa, zwany Kuncewiczówką, stanowi od 2005 oddział Muzeum Nadwiślańskiego.

## Publikacje
- Przymierze z dzieckiem, Wydawnictwo Jakuba Mortkowicza, Warszawa 1927 (opowiadania: Prawa i lewa ręka, Polska na fiszmarku, Tamto spojrzenie; wznowienie Prószyński i S-ka 1999).
- Twarz mężczyzny, Wydawnictwo J. Mortkowicza, Warszawa 1928 (mikropowieść).
- Miłość panieńska. Sztuka w 4 aktach, wydawnictwo Rój, Warszawa 1932.
- Dwa księżyce, Rój, Warszawa 1933.
- Dyliżans warszawski, Rój, Warszawa 1935 (felietony),
- Cudzoziemka, Rój, Warszawa 1936.
- Dni powszednie państwa Kowalskich, Rój, Warszawa 1938 (pierwsza polska powieść radiowa).
- Kowalscy się odnaleźli, Rój, Warszawa 1938.
- Serce kraju, Rój, Warszawa 1939 (opowiadania).
- Przyjaciele ludzkości, Rój, Warszawa 1939 (opowiadania dla młodzieży).
- Zagranica, Rój, Warszawa 1939.
- W domu i w Polsce, Rój, Warszawa 1939 (opowiadania).
- Miasto Heroda. Notatki Palestyńskie, Rój, Warszawa 1939 (zapiski z podróży do Palestyny).
- Serce kraju, Rój, Warszawa 1939 (opowiadania dla młodzieży).
- Klucze, „Nowa Polska”, Londyn 1943 (dziennik).
- Zmowa nieobecnych, Wydawnictwo Światowego Związku Polaków z Zagranicy, Londyn 1946.
- Leśnik, „Kultura”, Paryż 1952.
- Odkrycie Patusanu, PAX, Warszawa 1958 (szkice i reportaże)
- Gaj oliwny, PAX, Warszawa 1961.
- Don Kichote i niańki, 1965 (szkice z podróży).
- Tristan 1946, Czytelnik, Warszawa 1967.
- Fantomy, PAX, Warszawa 1972 (proza autobiograficzna).
- Natura, „Pax”, Warszawa 1975.
- Fantasia alla polacca, Czytelnik, Warszawa 1979 (studia o Stanisławie Przybyszewskim).
- Przeźrocza. Notatki włoskie, PAX, Warszawa 1985.
- Nowele i bruliony prozatorskie, Czytelnik, Warszawa 1985 (z posłowiem Heleny Zaworskiej).
- Listy do Jerzego, 1988.

## Ordery i odznaczenia
- Krzyż Komandorski Orderu Odrodzenia Polski (1982)[10]
- Medal Niepodległości (13 kwietnia 1931)[11][12]
- Złoty Krzyż Zasługi (11 listopada 1937)[13]
- Złoty Wawrzyn Akademicki (5 listopada 1938)[14]
- Medal 10-lecia Polski Ludowej (19 stycznia 1955)[15]

## Ekranizacje
- Cudzoziemka, reż. Ryszard Ber, 1986.
- Dwa księżyce, reż. Andrzej Barański, 1993.